# Isospidia
Isospidia là một chi bướm đêm thuộc phân họ Drepaninae.